# 唐晓程
唐晓程（1968年1月9日—）山东烟台人，已经退役的中国足球运动员。场上司职前鋒，以速度快，踢球灵活著称。

## 职业生涯

### 青年队
- 1983年进入山东青年队

### 俱乐部
- 1988年进入山东队。
- 1994年中国足球职业联赛开始后在山东泰山与宿茂臻搭档组成“一高一快”的锋线组合。
- 1995年在中国足协杯的比赛中发挥出色，7场比赛打进6球，帮助球队获得冠军。
- 1999年转会甲B球队厦门远华，获得甲B联赛银靴并帮助球队进入甲A。
- 2001年厦门红狮从甲A降级，唐晓程年底退役。

## 退役后
- 2007年与妻子、前中国女足国家队队员陈玉凤一道在山东女足担任教练员。